# Rofe Glacier
Rofe Glacier är en glaciär i Antarktis. Den ligger i Östantarktis. Australien gör anspråk på området. Rofe Glacier ligger 738 meter över havet.
Terrängen runt Rofe Glacier är kuperad åt nordost, men åt sydväst är den bergig. Trakten är obefolkad. Det finns inga samhällen i närheten. 